# Актинолит
Актинолит (енгл. Actinolite, фр. Actinote, рус. Актинолит) је минерал иносиликат, хемијске формуле Ca2(Mg,Fe)5Si8O22(OH)2
Актинолит се налази између тремолита (богат магнезијумом) и феро-актинолит амфибола. Обично се јавља у метаморфним стенама као што су контактно метаморфне стене. Такође се јавља као продукт метаморфне промене магнезијумом богатих кречњака.
Неки облици актинолита се користе као драго камење. Нефрит, је један од две врсте жада (друга врста је жадеит који је варијетет пироксена).